# Winston, Oregon
Winston är en stad i Douglas County i Oregon. Vid 2010 års folkräkning hade Winston 5 379 invånare.